# Mark Retera

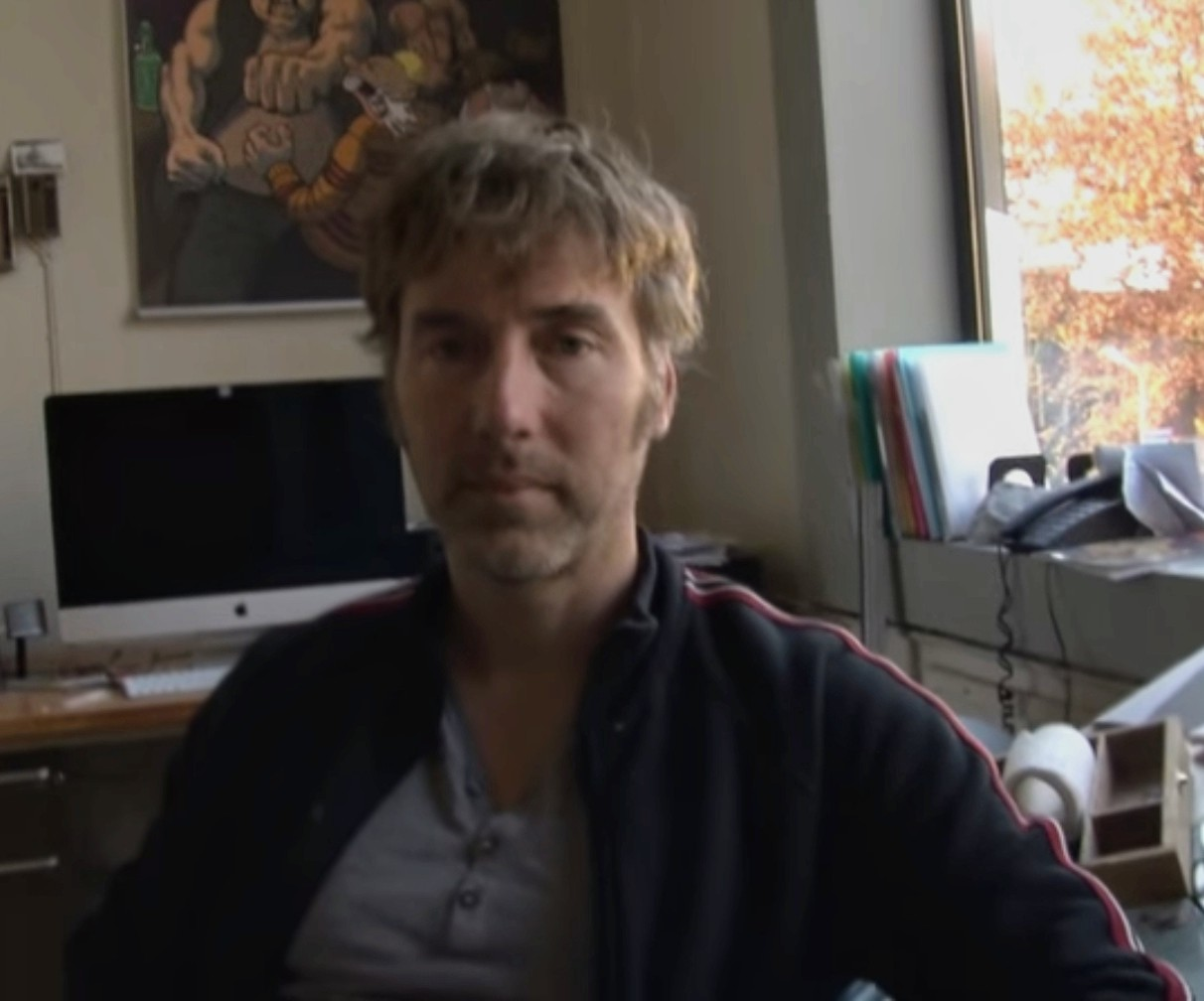
Mark Retera, 2015

Mark Retera (Eindhoven, 16 mei 1964) is een Nederlands
striptekenaar en -scenarist.

## Biografie
Retera studeerde werktuigbouwkunde aan de Technische Universiteit Eindhoven en cognitiewetenschap aan
de Katholieke Universiteit Nijmegen voordat hij professioneel tekenaar werd. Retera debuteerde in 1985 met de serie 'Aksieburo Ket' in het tijdschrift 'Lekker Prakken' (oplage 20 exemplaren).
Hij is de auteur van de strip DirkJan die aanvankelijk verscheen in het psychologiestudentenblad Critic, daarna in het Algemeen Nijmeegs Studentenblad, in Iris Stripblad en in SUM, en vervolgens in Sjosji, Veronica Magazine en in negen kranten waaronder Het Parool. Retera tekent ook karikaturen voor onder andere Panorama, en regionale kranten waaronder De Gelderlander en het Nieuwsblad van het Noorden. Ook sommige karikaturen voor 'Café De Wereld', een onderdeel van het televisieprogramma De Wereld Draait Door, zijn door hem getekend.
Retera noemt Gary Larson als degene die hem het meest heeft beïnvloed. In 2004 won hij de Stripschapprijs en in 2016 de Karel de Grote-prijs.